# Bierbaum-Proenen

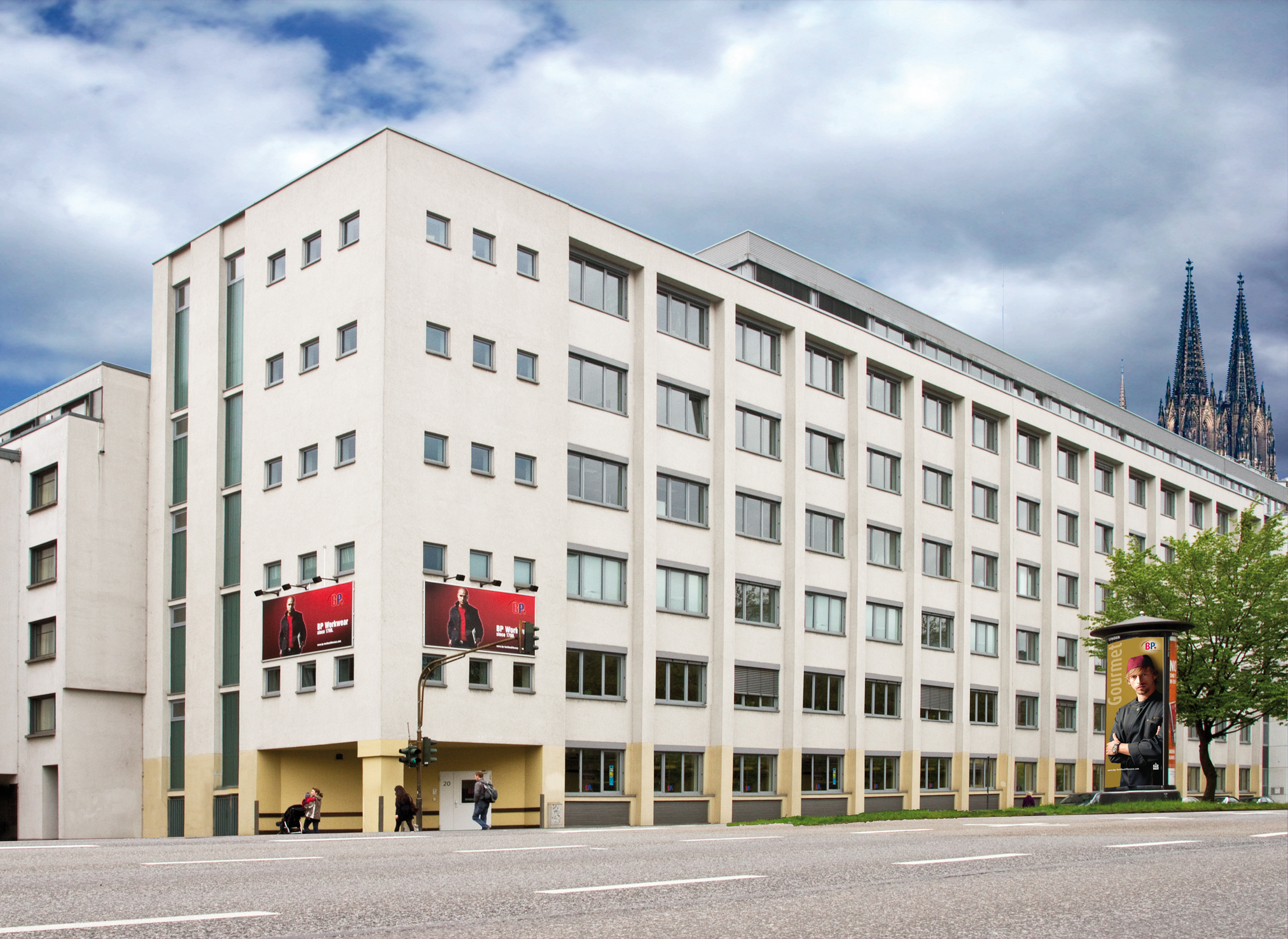
Der heutige Sitz von BP in Köln

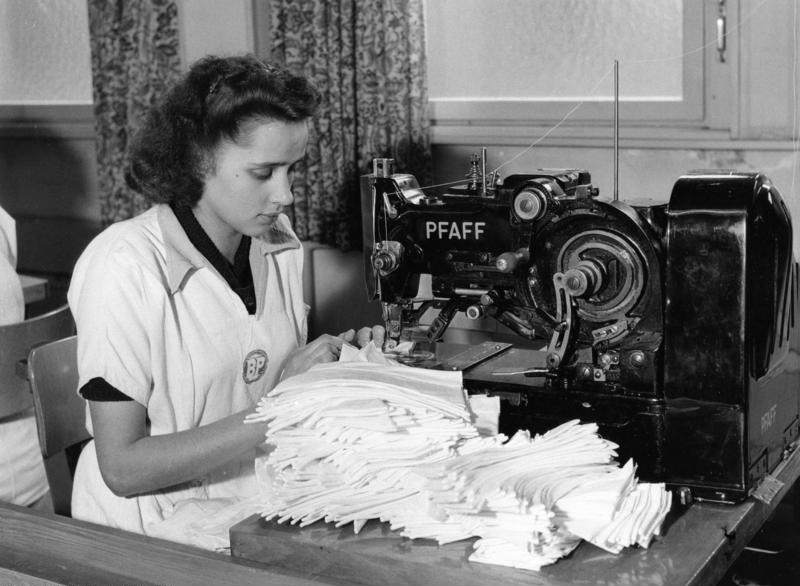
Näherin an der Knopflochmaschine, 1953

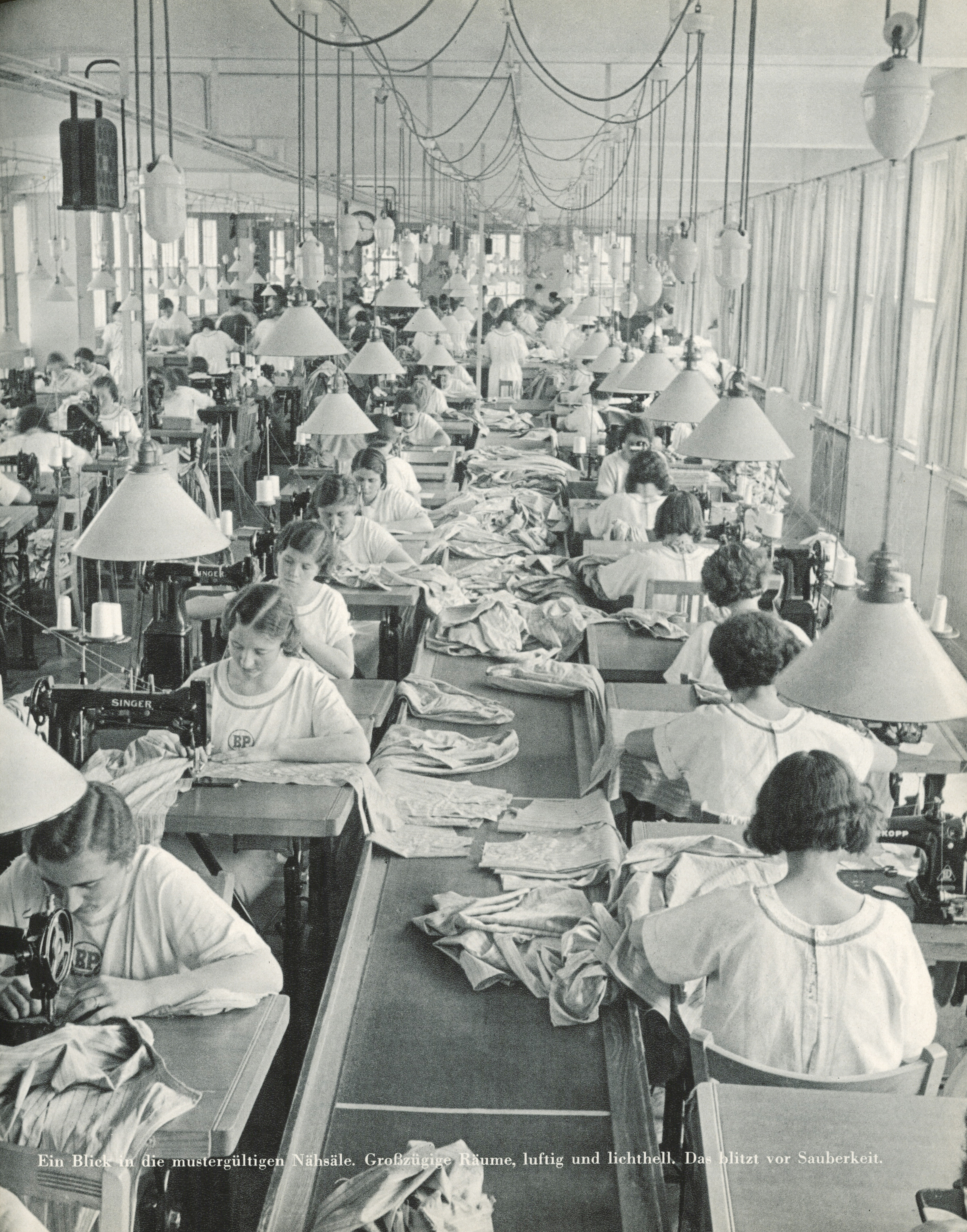
Fließbandfertigung Bierbaum-Proenen, 1938

Die Bierbaum-Proenen GmbH & Co. KG ist ein Kölner Hersteller von Arbeitskleidung.
Der Berufsbekleidungshersteller vertreibt in Europa Persönliche Schutzausrüstung (PSA) für Bereiche wie Energieversorgung, Abfallwirtschaft, Verkehr und Bau sowie Arbeitskleidung für Industrie, Handwerk, Gesundheitswesen, Lebensmittelindustrie und Gastronomie unter der Marke BP.
Bierbaum-Proenen ist ein in siebter Generation inhabergeführtes Familienunternehmen und beschäftigt an seinem Sitz in Köln ca. 120 Mitarbeiter. In dem eigenen tunesischen Produktionsbetrieb Vetra sind ca. 280 Mitarbeiter beschäftigt. Darüber hinaus wird die Arbeitskleidung über Produktionspartner in Nordafrika, Osteuropa und Asien gefertigt.

## Unternehmensverantwortung
Bierbaum-Proenen ist seit 2010 Mitglied der Multi-Stakeholder-Initiative Fair Wear Foundation. Ziel der Fair Wear Foundation ist die Verbesserung der Arbeitsbedingungen für die in der Textilindustrie arbeitenden Menschen. BP wurde bereits das zehnte Mal in Folge mit dem Status „Fair Wear Leader“ ausgezeichnet und verpflichtet sich und seine Konfektionspartner, die Prinzipien der FWF einzuhalten bzw. an entsprechenden Veränderungen zu arbeiten. Die Prinzipien der Fair Wear Foundation umfassen die freie Arbeitswahl, Vereinigungsfreiheit und Recht auf Kollektivhandlungen, keine Diskriminierung am Arbeitsplatz, keine Ausbeutung durch Kinderarbeit, Zahlung existenzsichernder Löhne, angemessene Arbeitszeiten, sichere und gesundheitsverträgliche Arbeitsbedingungen und ein rechtsverbindliches Arbeitsverhältnis.
Darüber hinaus ist Bierbaum-Proenen seit 2015 eines von 127 Mitgliedern im „Bündnis für nachhaltige Textilien“. Die Regierungsinitiative des Bundesministeriums für wirtschaftliche Zusammenarbeit und Entwicklung soll soziale, ökologische und ökonomische Standards in der gesamten Produktions- und Handelskette der Bekleidungsindustrie sichern. Alle zwei Jahre findet ein Review-Prozess statt, der Risiken ermittelt und Ziele definiert, wie man die Bedingungen der gesamten Lieferkette verbessert.
Bei der Auswahl neuer Materiallieferanten oder Konfektionspartnern legt Bierbaum-Proenen verstärkt Fokus auf ihre Sorgfaltspflichten in der Lieferkette. Aufgrund dessen wurde der BP® Code of Conduct entworfen, der als Verhaltenskodex die Basis für eine fortwährende, partnerschaftliche Zusammenarbeit bildet. Dieser Code of Conduct erfüllt die Anforderungen des Lieferkettensorgfaltspflichtengesetzes und beschreibt Bierbaum-Proenens Anforderungen hinsichtlich grundlegender Menschenrechte und ethischer Denkweisen auf Basis der ILO-Kernarbeitsnormen, der Menschenrechtserklärung der Vereinten Nationen (UN), des Global Compact und der OECD Guidelines. Zu diesem Verhaltenskodex müssen sich alles Partner und Lieferanten verpflichten.

## Geschichte
Johann Baptist Bierbaum ließ sich 1788 als Leinenhändler in der Mühlengasse in Köln nieder. Sein Unternehmen ist eines der wenigen Kölner Unternehmen, das seit dem 18. Jahrhundert ununterbrochen besteht. Sein Schwiegersohn Franz Arnold Proenen war Färber und Besitzer einer Druckerei für selbst gefertigte Wollgewebe. Beide Unternehmen wurden unter dem Namen Bierbaum-Proenen miteinander verschmolzen. Im Laufe der Zeit entwickelte sich das Unternehmen zu einem Großhandel.
1905 wurde der neue Standort in der Domstraße in Köln bezogen, wo sich allmählich der Schwerpunkt vom Großhandel zur modernen Serienfertigung von Wäsche und Arbeitskleidung verlagerte.
Im April 1914 besuchte Franz Proenen, der Vertreter der vierten Generation, die Ford-Werke in Detroit mit ihrer weltbekannten Fließbandfertigung. Der Vorsatz, die Fließbandproduktion auf die Fertigung von Arbeitskleidung zu übertragen, ließ sich durch den Ersten Weltkrieg nicht umsetzen.
Erst 1929, 15 Jahre später, begann Bierbaum-Proenen als eines der ersten Bekleidungsunternehmen in Deutschland mit der Umsetzung. Zunächst regte sich Widerstand in der Arbeiterschaft gegen die Pläne. Doch durch höhere Löhne konnte der Widerstand gegen die Fließbandarbeit überwunden werden. Die bisher vorherrschende Heimarbeit wurde endgültig aufgegeben; die Artikelvielfalt reduziert und standardisiert. Dies war die Voraussetzung für die Massenfertigung von Arbeitskleidung am Fließband. Durch die Fließbandarbeit wurden in einem bisher nicht gekannten Ausmaß die Herstellungskosten reduziert und die Qualität gesteigert.
Gleichzeitig wurde BP als Qualitätsmarke für Arbeitskleidung eingeführt und 1927 als Marke eingetragen.
Im April 1933 bzw. im Oktober 1935 traten die drei Inhaber der NSDAP bei. Es gibt keinen Beleg für eine Mitgliedschaft in der ADEFA, der „Arbeitsgemeinschaft Deutscher (1934: deutscharischer) Fabrikanten der Bekleidungsindustrie.“ Die Fertigung von Parteikleidung (Braunhemden, SA- und Parteiuniformen u. ä.) spielte eine eher untergeordnete Rolle. Ca. vier Prozent des Gesamtabsatzes fielen zwischen 1934 und 1943 auf die Fertigung von Parteikleidung. Das Festhalten an dem jüdischen Patentanwalt Moritz Bing brachte Franz Proenen, einem der Inhaber, ein Parteiausschlussverfahren ein. Bis zu seiner Emigration 1938 arbeitete Moritz Bing für Bierbaum-Proenen. Nicht zweifelsfrei geklärt werden konnte, warum Bierbaum-Proenen den jüdischen Versandhändler Siegbert Wilmersdörfer 1938 nicht mehr belieferte. 70 weitere deutsche und österreichische Hersteller, die Wilmersdörfer anschrieb, verweigerten ebenfalls die Lieferung. Möglicherweise hegte man Zweifel an der Zahlungsfähigkeit der durch die nationalsozialistischen Arisierungspolitik gefährdeten jüdischen Kunden. Anpassungsbereitschaft an die Verhältnisse des Systems zeigte sich in der Gründung einer eigenen BP-Werkschar. Bierbaum-Proenen beschäftigte vor Kriegsausbruch mehr als 1000 Arbeitnehmer. In den Kriegsjahren arbeiteten für ca. drei Monate zwei ukrainische und sieben weißrussische Zwangsarbeiterinnen in dem Unternehmen.
Der Zweite Weltkrieg führte zu einer weitgehenden Zerstörung des Betriebes in der Domstrasse. Erst Anfang der 1950er Jahre war der Wiederaufbau weitestgehend abgeschlossen und wieder eine stabile Stammarbeiterschaft vorhanden.
In den 1960er Jahren wurden modische Elemente in die medizinische Damen-Arbeitskleidung übernommen und die Fertigungstechniken (Bündelsystem) weiter modernisiert.
Aufgrund der Globalisierung wurden in den 1980er und 90er Jahren die gewerblichen Arbeitsplätze in das Ausland verlagert. Zusätzlich wurde die Logistik an einen externen Dienstleister übertragen.

## Standorte
Neben dem Standort Köln besitzt Bierbaum-Proenen einen eigenen Produktionsstandort in Mateur, Tunesien und arbeitet darüber hinaus mit Produktionspartnern in Nordafrika, Osteuropa und Asien zusammen.